# Déki Lakatos Sándor
Déki Lakatos Sándor (Budapest, 1945. szeptember 6. –) hegedűművész, népizenekar-vezető. A 17. századtól Magyarországon muzsikáló híres Lakatos dinasztia hatodik cigányprímása. Ezt az apáról fiúra szálló mesterséget édesapjától, Lakatos Sándortól, a világhírű prímástól tanulta. Az ő kérésére művésznévként felvette dédanyja családi nevét, a Dékit.

## Élete
Hatéves korában nagyapja, Lakatos Flóris kezdte tanítani. 1958 és 1963 között az OSZK Stúdiójában kapott hivatalos képzést. 1960-ban édesapja zenekarában kezdte a művészéletet, majd szakvizsgái letétele után, segédprímásként működött közre ebben a zenekarban. 
1964-ben alapította meg saját zenekarát, amellyel 1965-től ’71-ig az Astoria és más fővárosi szállodákban szórakoztatta a közönséget. 1972-től a Mátyás Pincében játszott, zenekara az étterem legfőbb vonzereje volt. A 2000-es években a tulajdonosok változása és anyagi okok miatt konfliktusai voltak az intézménnyel. 2008-ban rövid időre, 2011 decemberében pedig, 39 év után végleg megváltak tőle és az ekkor már fia által vezetett zenekartól.
Pályafutása során muzsikált világhírű művészeknek, politikusoknak, sportolóknak. Külföldi turnéi alkalmával zenekarával eljutott a világ leghíresebb hangversenytermeibe, legnívósabb éttermeibe. A zenekar fennállása óta 20 ország 176 városába jutott el, ahol 5335 koncertet adott. Eddig az övé az egyetlen magyar cigányzenekar, amely fellépett a Kennedy Centerben, Washingtonban (2001). 
Művészetéről Amerikában, Ausztráliában, valamint Európában, számos rádió-, televizió-, hanglemezfelvétel készült.
1995-ben megalapította a LaMarTi Hanglemezkiadót, amelynek fő tevékenysége a magyar népzene és cigányzene értékeinek megmentése. A kiadó bemutatja kortárs szerzők műveit, segíti a fiatal tehetségek bemutatkozását.

## Díjak, elismerések
- Cselényi-díjas, 2003 óta a Cselényi Előadóművészetért Alapítvány elnöke.
- A Magyar Rádió Elnöksége, népi zenekar vezetőként végzett művészi munkájáért Nívódíjjal tüntette ki.
- 2005-ben dr. Bozóki András miniszteri elismerésben részesítette.
- 2006-ban a Magyar Köztársaság elnöke a Magyar Köztársasági Érdemrend Lovagkeresztje kitüntetést adományozta Déki Lakatos Sándornak, a határainkon túl is elismert évtizedes művészetéért, a magyar és a cigányzene kultúra magas színvonalú terjesztéséért.
- 2014. március 14-én Liszt Ferenc-díjjal tüntették ki.
- 2017. március 24-én a Magyar Művészeti Akadémia Elismerő Oklevélben részesítette.
- 2018. június 16-án Dankó Pista Életműdíjat vehetett át.

## Diszkográfia
- Apon Record Co., Inc. 
  - APON-2753 ROMANTIC MUSIC OF HUNGARY
  - APON-2756 SPRINGTIME IN HUNGARY

- Hungaroton Records Ltd. 
  - SLPX 10153 THE VIRTUOSO PRIMAS
  - HCD10178 GYPSY MUSIC FROM HUNGARY
  - HCD 10191 WITH THE GYPSY VIOLIN AROUND THE WORLD HCD 10218 DANCE THE CSÁRDÁS!
  - HCD10223 THE LAKATOS FAMILY